# Histoire dans une histoire
Une histoire dans une histoire est un dispositif littéraire qui consiste à en faire raconter une partie importante par un personnage à l'intérieur du récit même. Cette narration peut être une série de retours explicatifs dans le passé ou la mise en séquence des points de vue qui utilise plusieurs types de narrateurs, (notamment un narrateur principal extradiégétique  qui ne fait pas partie de la diégèse, c'est-à-dire de l'histoire elle-même, ainsi qu'un ou plusieurs narrateurs intradiégétique, qui eux sont des personnages de la diégèse). Cette pratique est la mise en abyme littéraire où le temps passé à lire sert à la prise de connaissance complète de ce qui est représenté. En rapport avec les autres arts plastiques où l'abyme est une représentation emboitée d'un même contenu. Cela fait initialement référence à la pratique héraldique consistant à placer l'image d'un petit bouclier sur un bouclier plus grand. L'histoire dans une histoire relève véritablement du récit enchâssé qui prend alors place dans un récit cadre. Le Roman Comique de Paul Scarron en est particulièrement exemplaire.  

## Utilisation et intérêt
Une histoire dans une histoire peut être utilisée dans tous les types de narration : romans, nouvelles, pièces de théâtre, émissions télévisées, films, poèmes, chansons et essais philosophiques. Ces récits dans le récit sont racontés pour divertir, ou plus généralement pour servir d'exemple aux autres personnages. Dans les deux cas, l’histoire a souvent une signification symbolique et psychologique pour les personnages de l’histoire contenue comme fil conducteur. Il y a souvent un parallèle entre deux récits, et la fiction de l'histoire interne est utilisée pour révéler la vérité dans l'histoire externe. Ce procédé est souvent utilisé pour satiriser des points de vue, non seulement dans l’histoire racontée, mais aussi dans le monde réel.  
Ce dispositif permet à l'auteur -qui bien souvent ne connait pas la fin de son récit lorsqu'il le commence à écrire-, de jouer sur la perception des personnages par le lecteur - les motivations et la fiabilité du narrateur sont automatiquement en cause. Les récits internes peuvent ainsi révéler les motivations, l'origine ainsi que le point de vue de personnages. Ils peuvent aussi contribuer à mettre en place un décor constitué d'événements, de mythes ou de légendes qui influencent l'intrigue. Ils permettent même parfois des détournements de points narratifs issus de l'extérieur de l'intrigue.  
Dans certains cas, le récit imbriqué se passe dans l'action de l'intrigue de l'histoire externe. Dans d'autres, l'histoire interne est indépendante, de sorte qu'elle peut être ignorée ou lue séparément. Parfois, l’histoire intérieure sert de débouché aux idées abandonnées que l’auteur juge tout de même trop méritantes pour être complètement écartées, une décision similaire à l’inclusion des scènes coupées dans les DVD des films. Il arrive régulièrement que d'autres histoires internes soient racontées dans des récits internes, ce qui conduit à une fiction profondément imbriquée, le fameux abyme qui provient du jeu de s'observer en reflets infinis dans deux miroirs disposés face à face. 
L'histoire dans l'histoire est un procédé dépendant du dispositif connu sous le nom de récit-cadre, où une histoire supplémentaire est utilisée pour aider à raconter l'histoire principale. En règle générale, dans ce cas, le récit extérieur ou le « cadre » n'a pas beaucoup d'importance, et l'essentiel du travail consiste en une ou plusieurs histoires complètes racontées par un ou plusieurs conteurs.

## Exemples de l'utilisation du procédé d'histoire dans l'histoire

### En littérature

#### En littérature orientale
Les premiers exemples de récit-cadre et d'histoires dans une histoire remontent à l'Égypte ancienne et à la littérature indienne. On y trouve par exemple le conte égyptien Conte du naufragé et les épopées indiennes comme le Ramayana, le Roman des sept sages, l'Hitopadesha et Vikram et le Vampire. Dans le Pañchatantra de Vichnou-Sarma, une série d'histoires sont racontées, chaque récit s'imbriquant dans l'autre, parfois jusqu'à trois ou quatre couches de profondeur, et puis subitement le lecteur est ramené au récit-cadre pour maintenir son attention, par effet de contraste. Dans l'épopée du Mahabharata, la Guerre Kurukshetra est racontée par un personnage de Vyasa's Jaya, lui-même raconté par un personnage dans Vaisampayana's Bharata, lui-même raconté par un personnage dans Ugrasrava du Mahabharata.
L'exemple le plus connu d'histoire dans l'histoire se trouve peut-être la structure des Mille et une nuits, où l'histoire générale est racontée par un narrateur inconnu, et au sein de ce récit, les histoires sont racontées par Shéhérazade. Dans beaucoup de récits de Shéhérazade, on trouve d'autres petites histoires imbriquées dans des histoires plus grandes et racontées par des personnages. Un exemple de cette récurrence se trouve dans le conte des « Trois Pommes », un mystère de meurtre raconté par Schéhérazade. Dans le récit, après que le meurtrier se soit révélé, il fait un retour en arrière et raconte les événements qui ont conduit au meurtre. Au sein de ce retour en arrière, un narrateur peu fiable raconte une histoire pour tromper le meurtrier potentiel, qui découvre ensuite qu'il a été induit en erreur après qu'un autre personnage lui ai raconté la vérité. À la fin de l’histoire, le « conte de Núr al-Dín Alí et son fils » y est raconté. On peut faire remonter ce travail perpétuellement populaire aux traditions de narration arabes, persanes et indiennes.

#### En littérature grecque et romaine
Ce procédé est utilisé dans l'Odyssée d'Homère : Les aventures d'Ulysse en mer sont toutes relatées par Ulysse à la cour du roi Alcinoüs. Les Métamorphoses d'Apulée et les Métamorphoses d’Ovide jouent aussi sur la profondeur du cadrage.

#### En littérature britannique
Les Contes de Canterbury de Chaucer constituent un exemple fondateur d'histoires-cadres et d'histoires dans l'histoire. Les personnages racontent des histoires adaptées à leur personnalité de manière à la mettre en valeur. Par exemple, le noble chevalier raconte une histoire noble ; le personnage ennuyeux raconte une histoire très fade et le grossier meunier raconte une histoire sale.  
Frankenstein de Mary Shelley possède une structure d’histoire de cadre profondément imbriquée qui comprend la narration de Walton, qui enregistre la narration de Victor Frankenstein, qui raconte la narration de sa création, qui raconte l’histoire d’une famille de cabanes qu’il observe secrètement.
On peut aussi mentionner les Hauts de Hurlevent d'Emily Brontë comme autre occurrence de ce dispositif littéraire puisque la majorité de la narration est assurée par la gouvernante de la famille centrale à un pensionnaire.
De même, La merveilleuse histoire de Henry Sugar de Roald Dahl, parle d'un riche célibataire qui trouve un essai écrit par quelqu'un qui a appris à « voir » à travers les cartes à jouer. Le texte intégral de cet essai est inclus dans l'histoire et comprend lui-même une longue histoire racontée comme une expérience vraie par l'un des protagonistes de l'essai, Imhrat Khan.
Le roman Aelwyd F'Ewythr Robert (1852) de Gwilym Hiraethog (en) convoque le procédé d'histoire dans l'histoire : un visiteur d'une ferme située dans le nord du pays de Galles raconte l'histoire de La Case de l'oncle Tom, d'Harriet Beecher Stowe aux personnes rassemblées autour du foyer.
Elle, roman d'Henry Rider Haggard (1887), commence par une introduction. Le narrateur y explique que le récit qui suit vient d'un ami qui lui en confia le manuscrit annoté. Celui-ci lui demande de changer son nom et celui de son fils adoptif, ainsi que tous les éléments concernant leurs identités, afin d'être anonymisés.  
Dans Les Horizons perdus, roman de James Hilton paru en 1933, le prologue et l'épilogue est raconté par un personnage, le neurologue. Le cœur du roman est le récit du héros, Conway.

#### En littérature italienne
Le Décaméron de Boccace est un autre exemple fondateur d'histoires-cadres et d'histoires dans l'histoire. 

#### En littérature française
Le roman de l'abbé Prévost, Manon Lescaut, est un exemple d'histoire dans l'histoire où le narrateur, le chevalier Des Grieux, peut être soupçonné de partialité dans la façon dont il relate l'histoire relative à Manon Lescaut, dont la voix propre n'est jamais entendue.
Jacques le fataliste et son maître de Denis Diderot et les nombreuses digressions de Jacques sont aussi un exemple d'une histoire dans une histoire, ou de récit enchâssé, dans laquelle l'auteur joue sur les niveaux de narrations et leur confusion pour venir exposer plusieurs récits dans un récit-cadre.

#### En littérature polonaise
Dans Manuscrit trouvé à Saragosse (1797-1815) de Jean Potocki, un soldat napoléonien découvre un récit biographique dans une maison de Saragosse (Espagne). Une fois prisonnier, il en fait la lecture à son geôlier. Il lui raconte alors le voyage d'un militaire à travers les montagnes andalouses. Dans le cadre du récit, celui-ci rencontre divers personnages qui lui racontent à leur tour leur histoire, celle de personnes qu'ils ont rencontré et même des contes qu'ils ont entendu. En plus de mettre en place des fictions dans une fiction, ce roman instaure des enchâssements jusqu'au quintuple, avec des thèmes récurrents comme les fantômes ou la religion.

#### En littérature canadienne
L'Étrange Manuscrit trouvé dans un cylindre de cuivre (1888) de James De Mille met en scène quatre hommes naviguant sur un bateau. Découvrant dans la mer un cylindre de cuivre, ils le repêchent et trouvent un manuscrit dont ils font, chacun leur tour, la lecture aux autres. Entre chaque session de lecture, ils discutent et argumentent sur la possible véracité du récit relaté, à propos d'un voyage vers un monde perdu en Antarctique. 

#### En littérature jeunesse
De nombreuses collections d'histoires pour enfants modernes sont essentiellement des œuvres d'anthologie liées par ce dispositif, telles que les Mouse Tales d'Arnold Lobel, The Little Swineherd de Paula Fox, et Ears and Tails and Common Sense de Phillip et Hillary Sherlock. 

### Au cinéma et à la télévision
Un exemple moderne de récit-cadre est Princess Bride. Dans le film, fondé sur le roman de William Goldman paru en 1973, un grand-père lit l'histoire de Princess Bride à son petit-fils. Dans le roman, une histoire cadre plus détaillée demande à un père d’éditer un travail beaucoup plus long (mais fictif) pour son fils, créant ainsi sa propre « Good Parts Version » (comme le livre l’appelle) en laissant de côté toutes les parties qui ne conviendraient pas au jeune garçon. Le livre et le film affirment tous deux que l'histoire principale est tirée d'un livre intitulé The Princess Bride d'un auteur imaginaire appelé S. Morgenstern.
Dans l'épisode L'Histoire apparemment sans fin de la série Les Simpsons, le scénario ne suit pas le schéma habituel et fait intervenir une série d'histoires mises en abyme à travers l'histoire de Bart qui dans laquelle Lisa raconte l'histoire de Monsieur Burns qui raconte lui-même l'histoire de Moe qui raconte celle d'Edna.
Parfois, un récit-cadre existe dans le même cadre que l'histoire principale. Dans la série télévisée Les Aventures du jeune Indiana Jones, par exemple, chaque épisode est présenté comme étant raconté par un Indiana Jones plus âgé. Le même procédé d’un narrateur adulte représentant la version plus âgée d’un jeune protagoniste est utilisé dans les films Stand By Me et A Christmas Story et dans la série Les Années coup de cœur.